# Hormizd I
Hormizd I (zm. 273) – władca Persji z dynastii Sasanidów (272 – 273), syn i następca Szapura I. W latach 252 - 272 sprawował w imieniu ojca zarząd nad podbitą w 252 roku Armenią. 